# Hospital Clínico Félix Bulnes
El Hospital Clínico Félix Bulnes es un recinto hospitalario público perteneciente a la red asistencial del Servicio de Salud Metropolitano Occidente, ubicado desde 2020 en la comuna de Cerro Navia, Santiago.
Es un hospital que lleva setenta años de funcionamiento, desde 1944. Este fue fundado especialmente como un centro sanatorio de tuberculosis, cuando Chile estaba viviendo una epidemia de esta infección bacteriana a mediados del siglo XX, años después el Hospital Félix Bulnes pasó a ser un centro asistencial especialmente pediátrico, pero con algunas especialidades.
Desde el terremoto del 27 de febrero que afectó a Chile en el año 2010, el Hospital sufrió algunos desperfectos en su infraestructura y tuvo que mover su instalación a la comuna de Providencia. 

## Historia

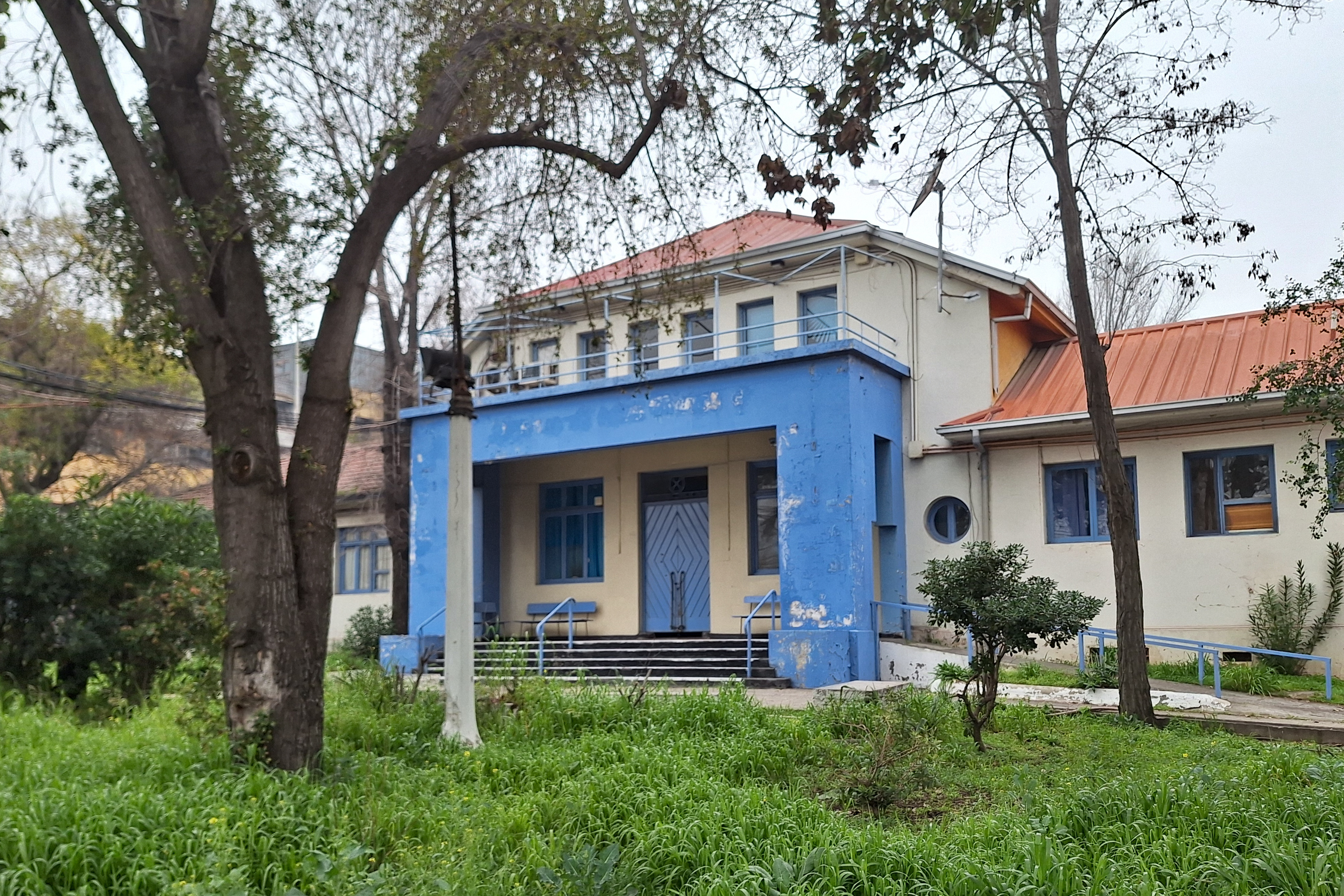
Frontis antiguo Hospital Félix Bulnes en Quinta Normal.

El Hospital Félix Bulnes antiguamente llamado «Sanatorio lo Franco» terminó su construcción en el año 1939 y abrió sus puertas de atención en el año 1940. Este centro médico fue construido especialmente como un centro sanatorio de tuberculosis. 
En un comienzo solo había tres médicos tisiólogos, uno de ellos fue el Dr. Félix Bulnes Cerda, el cual enfermó de tuberculosis y logró sobrevivir hasta el año 1952. Al haber sido un médico importante en este hospital, y uno de los primeros tres médicos que estuvieron asistiendo a los enfermos de Tuberculosis, el hospital optó por llevar su nombre.
En la década de 1950, comenzaron a llegar antibióticos contra la tuberculosis, lo cual ayudó a que este brote epidémico empezara a disminuir y esto provocó que el hospital comenzara a tener más camas libres que fueron destinadas a otros problemas médicos, entre ellos se encuentran la mortalidad infantil y materna (relacionado con dificultades al momento del parto y abortos provocados).
Luego de que el brote tuberculoso comenzara a disminuir, este centro de salud pasó a ser Hospital General (medicina, cirugía, obstetricia y pediatría) en 1958, en esta época el servicio que obtuvo más demandas fue el de maternidad, ya que no existían los anticonceptivos y el único método que se usaba para controlar el embarazo era el aborto inducido lo que llevó a no tener camillas suficientes para aquellas personas, por ende, había dos mujeres por camilla. Este suceso dio a entender que las instalaciones del lugar no eran suficientes para la demanda que estaba teniendo el hospital.
Por la alta demanda que estaba teniendo el hospital en la década de 1970, se comenzó un nuevo proyecto, el cual constaba de un edificio anexo a este, iniciándose su construcción en 1975 y fue entregado en 1980. En estas instalaciones se incorporaron nuevos servicios, tales como urgencia y cirugía pediátrica, ortopedia, urología, otorrinolaringología, odontología, neurología, anatomía patológica y oftalmología. Con el paso de los años, se fueron implementando nuevos servicios tales como psiquiatría y salud mental.

### Nuevo Hospital
El nuevo Hospital Clínico Félix Bulnes, atiende las comunas poniente de Santiago además de las provincias de Talagante y Melipilla. Está ubicado en Avenida Mapocho con Avenida Huelén en Cerro Navia. Su fecha de inauguración fue en abril de 2020.
Esto debido a que el actual Hospital Félix Bulnes de Quinta Normal, sufrió daños durante el terremoto del 27 de febrero de 2010.
El hospital esta emplazado en 4,2 hectáreas. El recinto, en el que se invirtió $250 millones de dólares en construcción y equipamiento, beneficia a más de 1.200.000 de habitantes del sector poniente de la Región Metropolitana.
La construcción es de 125 mil metros cuadrados con la más alta tecnología antisísmica. Cuenta con 523 camas, 14 pabellones, 5 salas de parto integral, 40 box de atención médica, 32 salas de procedimientos, 11 box dentales, 12 box de urgencias entre otras, las especialidades de traumatología, especialidades pediátricas y servicio de urgencia para adultos. Cuenta con tres placas centrales de cinco pisos, tres subterráneos y tres torres en altura de 10 y 11 pisos, más un helipuerto. Tiene un software en línea con todos los datos de los pacientes. Esto lo convierte en el más moderno Hospital en cuanto a tecnología, infraestructura y servicio de profesionales.
Contempla conexión con la futura Estación de la Línea 7 del Metro de Santiago y de la Línea A hacia el Aeropuerto Internacional Arturo Merino Benítez, la cual estará ubicada en Avenida Mapocho con Avenida Huelén.

## Servicios

### Ambulatoria
- Unidad de Emergencia Infantil  (fue el primer Hospital que tuvo esta área).
  - Cuenta con una oficina de atención usuaria, la cual tiene el fin de responder a las dudas de los usuarios.
  - Atiende a pacientes hasta los 15 años de edad de toda el área Occidente de la Región Metropolitana de Chile.
- Servicio de Atención a las Personas (SAP)
  - Servicio que se encarga de realizar el ingreso de los pacientes.
  - Lugar donde se guarda el respaldo clínico, como lo son las fichas clínicas (Historias clínicas) de cada paciente.

- Centro de Atención Ambulatoria de Especialidades (CAE)
  - Dentro de este centro, encontramos:
    - Servicio Oftalmológico, de Cuidados Paliativos y de Dermatología.
    - Unidades de: Cirugía Infantil y de Adulto; Psiquiatría, Neurología y Salud Mental; Pediatría y Traumatología Infantil.

- Servicio de Odontología
- Servicio de Kinesiología

### Apoyo clínico
- Unidad de Alimentación
  - Este es un servicio que presta el hospital a todos los pacientes que se encuentran internados por algún motivo médico y a funcionarios del recinto.

- Unidad de Anatomía Patológica
  - Es un Departamento de Apoyo y entre las atenciones que otorga se encuentran Biopsias, Citologías y Necropsias.[1]

- Unidad de Esterilización
  - Cuarto donde se guarda todo el material estéril del servicio de salud , el cual posteriormente es usado por el personal de salud que trabaja en el recinto.

- Unidad de Imagenología
  - Esta área que se subdivide en 4 unidades más, las cuales son Radiografía, Ecotomografía, Escáner, Biopsia Core y Marcaciones Radioquirúrgicas.

- Unidad de Laboratorio Clínico
  - Este recinto es el lugar donde son tomadas y/o llevadas las muestras clínicas para poder ser observadas y analizadas (por ejemplo in vitro)  por el personal especializado

### Gestión del cuidado
- Se entiende por gestión del cuidado al cuidado dado por la enfermera  al paciente,esto es; toda la información que tiene la enfermera para poder realizar su trabajo hacia el paciente, encomendándole cada función que le corresponde realizar a cada enfermera de turno.

## Infraestructura
Tiene alrededor de 523 camas, 11 pabellones quirúrgicos, 11 Box de consultas especializadas, además de estacionamientos, casino y cafetería entre otros. Específicamente en el área de medicina cuenta con 2 salas y un total de 6 camas conectadas a las redes de oxígeno y aspiración central, 4 salas de aislamiento con un total de 4 camas conectadas a las redes de oxígeno y aspiración central, 8 salas con oxígeno y aspiración central con un total de 24 camas y 8 salas con 24 camas básicas. 
En cuanto a los servicios básicos del establecimiento tiene espacios para aseo y limpieza general, residuos hospitalarios, gestión de ropería, alimentación de pacientes y funcionarios, elementos para el mantenimiento de la infraestructura. Por otro lado presenta servicios obligatorios como cafetería, centro de seguridad, estacionamiento, entre otros. También posee servicios complementarios como alimentación para personas externas, estacionamiento para el público, dispensadores de alimentos.

### Distribución de las Unidades Clínicas en la Sede de Providencia
1. Primer Piso
  - Servicio de Atención de las Personas (SAP)
  - Departamento GES
  - Oficina de Informaciones, Reclamos y Sugerencias (OIRS)
  - Unidad de Servicio Social
  - Recaudación
  - Unidad de Paciente Crítico Pediátrico
  - Consultorio Adosado de Especialidades
  - Unidad de Imagenología
  - Unidad de Procedimientos
  - Unidad de Hemato Oncología
2. Subterráneo 
  - Unidad de Anatomía Patológica
  - Unidad de Farmacia
  - Urgencia Ginecobstetra
3. Segundo Piso
  - Servicio de Cirugía Infantil
  - Unidad de Quemados
  - Servicio Traumatología Infantil
  - Unidad de Laboratorio Clínico
4. Tercer Piso
  - Servicio de Obstetricia y Ginecología
  - Servicio de Neonatología
5. Cuarto Piso
  - Unidad de Paciente Crítico Adulto
  - Unidad de Anestesia y Pabellones Quirúrgicos
  - Servicio de Cirugía Adulto
6. Quinto Piso
  - Servicio de Psiquiatría y Salud Mental
7. Sexto Piso
  - Servicio de Medicina
  - Unidad de Cirugía Báriatrica
  - Unidad de Servicio Social

### Distribución de las Unidades Clínicas Sede Quinta Normal
1. Primer Piso
  - Servicio de Atención a las Personas (SAP)
  - Departamento GES
  - OIRS
  - Unidad de Servicio Social
  - Unidad de Farmacia
  - Unidad de Kinesiología
  - Sector A (Endocrinología infantil, Bronco-pulmonar infantil, Gastroenterología infantil, Nefrología infantil, Nutrición infantil y Cardiología infantil)
  - Sector B (servicio de odontología)
  - Sector C (Traumatología infantil)
2. Segundo Piso
  - Sector G (Diabetes, Cirugía infantil, Nutrición, Medicina complementaria y Fonoaudiología)
  - Sector H (Unidad de Procedimientos)
  - Sector E (Medicina interna)
  - Sector F (Cirugía adultos, Urología adultos y Dermatología)
  - Servicio de Psiquiatría y Salud Mental
  - Psiquiatría infantil
  - Unidad de Oftalmología
  - Unidad de Cuidados Paliativos
  - Toma de Muestra de Exámenes
  - Unidad de Imagenología
  - Unidad de Farmacia
  - Unidad de Laboratorio Clínico

## Directores y Directiva del Establecimiento

### Directores
- Dr. Álvaro Martínez: jefe de traumatología, fue director durante el período 2002-2004.
- Dr. Juan Maass: Jefe del Servicio de Psiquiatría, fue director durante el periodo 2004-2008.
- Dr. Guillermo Quiroz: Médico internista, cardiólogo también general de brigada aérea FACH. Fue director durante el Primer Semestre del año 2008.
- Dra. Ana María Moroni: Jefa del servicio dermatológico, fue directora en el año 2008 hasta julio 2009.
- Dr. Vladimir Pizarro: Administrador del servicio de salud metropolitano occidente, fue director durante el período 2009-2013.
- Dr. Ignacio Abusleme: ingreso en el año 1980 al hospital Félix Bulnes como médico pediatra quien en la actualidad es el director.

### Directiva
Esta organización se reúne en el hospital todos los últimos viernes de cada mes para debatir puntos, crear soluciones y tratar temas con las autoridades (Directores) del establecimiento asistencial:
- Presidenta: Gladys Salvo Olave
- Tesorera: Ana Alvear González
- Secretaria: Magdalena Elgueta Manton
- 1era. Directora: Flora Rodríguez Lazcano
- 2da. Directora: Elsa Vallejos Arteaga